# ОШ „Светозар Марковић” Бачко Градиште
ОШ „Светозар Марковић” Бачко Градиште је основна школа у Бачко Градиште, општина Бечеј. Налази се на адреси Школска 33 у Бачком Градишту.

## Историјат школства у Бачком Градишту[1]
Према доступним подацима школство се у овом крају везује за 1703. годину када се отвара прва школа у Бачком Градишту, тадашњем Фелдварцу. Године 1745. село се састоји од 108 кућа, настањених претежно српским живљем. На крају 18. и почетком 19. века стижу мађарски колонисти, њихов број је 1806. године 993, тада се отвара и мађарска школа.
Године 1813. школу су сместили у посебну, најмању зграду, где је децу учио Болдижар Мњистик. 
Прва школска зграда у Бачком Градишту изграђена је тек 1832. године и канторски посао одвојен је од учитељског позива. И тако 1832. у јесен 1832. године, на место учитеља долази Јожеф Елингер.
После две деценије, 1852. децу учи браат Јожефа Елингера, Игнац, али поново у најмањој згради, јер је школска зграда изгорела за време револуционарних борби 1848. године.
Прошло је дванаест година док село није поново добило школску зграду 1860. године, која је имала две учионице, трем и два учитељска стана. Налазила се где је сада робна кућа "Универзал", а предавао је учитељ Петер Снапек.
Године 1773. изграђена је прва црква у нашем селу, православна црква. Уз веронауку почиње и систематска настава. Први приватни учитељ предавао је на српском језику већ 1775. године, али оној деци чији су родитељи могли плаћати школарину. Ти приватни учитељи учили су децу да пишу, читају, рачунају и певају углавном црквене песме.
Прва школска зграда саграђена о црквеном трошку саграђена преко пута православне цркве почиње са радом 1865. Године а учитељ у школи је био Милош Гуцоња.
До средине 19. века у селу су радиал два учитеља на српском и мађарском језику.
Године 1872. саграђена је Гуцоња школа или познатија као школа код крста. Име је добила по дрвеном крсту где су се сељани сакупљали на важније састанке. Сама зграда и данас постоји у улици Раде Кончара.
У 1880-1881. школској години православна школа је имала три учионице и три учитеља-317 ученика. Римокатоличка исто и 464 ученика. Године 1881. саграђена је у овом крају знана као Централна школа и отворен 5. разред на српском језику.
По завршетку Првог светског рата 1918. год. забавиште и основна школа се проглашавају државним установама. У Бачком Градишту је тада радила и занатска школа.
По завршетку Другог светског рата, школе су биле напуштене, међутим већ у новембру 1944. год. почиње са радом српска одељења а касније и мађарска. Бројно стање 1945-46 било је 947 ученика.

## Школа данас[1]
Школска зграда где се школа данас налазимо изграђена је 1967. године месним доприносом. Она има 14 учионица-кабинета, фискултурну салу, спортске терене, школску радионицу, библиотеку, школску кухињу и трпезарију.
Школа је настала спајањем некадашње две школе “Жарко Зрењанин“ и „Јожеф Атила“.
На почетку  2013/14. год. уписано 492 ученика, 307 на српском, а 182 на мађарском језику. Школа тада броји 27 одељења.
Школа располаже са 14 учионица, школском библиотеком, пространом салом за физичко која је опремњена спортским справама, свлачионицама са туш купатилом. Поред зборнице имамо канцеларије за: директора, секретара, књиговођу и педагошку службу и просторију за пријем родитеља. Отворени спортски терени су у кругу школског дворишта од 1960 м².
Школа има врло добру сарадњу са друштвеном заједницом, народном библиотеком, домом здравља и другим организацијама и институцијам у селу и општини, те са предузећима и задругама из нашег села (дрвара „БИТ“, ДОО „Агро-поље“  аутосервис „Стојшић“ ДОО „Агро-село“ и други).